# Christian Cellay
Christian Ariel Cellay (Buenos Aires, Argentina; 5 de septiembre de 1981) es un exfutbolista y dirigente deportivo argentino. Su puesto natural es el de primer marcador central, aunque es un jugador polifuncional. Actualmente es presidente del club UE Engordany de la Segunda División de Andorra.
Su debut se produjo en Huracán, del cual siempre se ha manifestado ser hincha. Más tarde, pasó por Estudiantes de La Plata y Boca Juniors

## Trayectoria

### Huracán (1999-2008)
Cellay debutó como jugador en Huracán en el año 1999, en la Primera B Nacional. En el año 2000 forma parte de la campaña del campeón de la Primera "B" Nacional, consiguiendo así el ascenso a la Primera División del Fútbol Argentino. Su buen nivel lo llevó a la Selección Sub 20 que dirigía entonces José Pekerman. En ese tiempo, tuvo una mala relación con el técnico de Huracán Carlos Babington, que lo sacó del plantel de primera. Descendió con Huracán en el 2003. Lo dejaron libre en el 2004, sin embargo,por pedido de su padre decidió permanecer en el club de sus amores. Reaparece en escena cuando Antonio Mohamed tomó la conducción de Huracán en el 2005, consiguió el ascenso a primera  en el 2007. Sin embargo, su mala relación con Babington, presidente del club en aquella época, lo alejó definitivamente del Quemero en el 2008.

### Estudiantes (2008-2010)
En 2008 fue transferido a Estudiantes de La Plata donde logró el segundo puesto de la Copa Sudamericana. En la tercera fecha del Clausura 2009 anotó su primer gol para el Pincharrata, de cabeza, en un partido que Estudiantes ganó por 2 a 1 frente a San Lorenzo. Luego convertiría su segundo tanto ante el club de sus amores, Huracán. Cellay se consagró campeón de la Copa Libertadores 2009 con el equipo de La Plata, accediendo así a participar en el Mundial de Clubes disputado en Emiratos Árabes Unidos en diciembre de 2009. Estudiantes llegaría a la final del certamen, en la que se encontró con el Fútbol Club Barcelona. El partido terminó empatado 1 a 1 en el tiempo reglamentario (el empate de Barcelona ocurrió a 2 minutos del final del encuentro), pero durante los 30 minutos de alargue, el Barça consiguió el gol que le dio el triunfo y el campeonato.

### Boca Juniors (2010-2011)
En junio de 2010, con la llegada de Claudio Borghi a Boca Juniors, Cellay recibió una oferta de la institución xeneize para incorporarse como primer marcador central. Así, el jugador de Parque Patricios se integró al plantel del club de La Boca.
En Boca su ciclo empezó con todo: debutó jugando de líbero, y como capitán en un amistoso ante Palmeiras, el 9 de julio de 2010,  donde el equipo argentino derrotó 2-0 al conjunto brasileño. Su debut oficial se produjo el día 8 de agosto de 2010 frente a Godoy Cruz, partido que finalizó 1-1. Por diversas razones -lesiones, jugar fuera de posición (de lateral derecho) y el mal rendimiento general del equipo-, Cellay no rindió lo esperado durante el Torneo Apertura 2010.
Al finalizar dicho torneo, en la pretemporada de verano realizada en Tandil a cargo del nuevo director técnico, Julio César Falcioni, una nueva lesión volvió a afectar a Cellay, y por lo tanto, permaneció marginado de las canchas por cuatro semanas más. En su vuelta, ante Vélez, el equipo azul y amarillo cayó 1-0, jugando Cellay como marcador de punta por la derecha.

### Vuelta a Estudiantes (2011)
Por la compra de Agustín Orión, de Estudiantes de la Plata, efectuada por Boca Juniors, Christian Cellay fue adherido a la negociación y, por consecuencia, pasó a préstamo por un año a la institución platense.

### Retorno a Boca Juniors (2012)
En su retorno frustrado a Boca Juniors jugó tan solo 12 partidos, entre ellos 7 por el torneo local, 1 por Copa Argentina y 4 por competencias internacionales. Fue titular en 8 encuentros.

### Rangers (2014)
Llega al Torneo Clausura 2014 al Rangers, club con el cual desciende de categoría.

### Unió Esportiva Sant Julià (2017)
Pese a que se insinuó su llegada a Gimnasia y Esgrima de Jujuy en 2016, finalmente estuvo varios meses sin club. Logró fichar en febrero de 2017 por el Unió Esportiva Sant Julià de la Primera División de Andorra.

### Unió Esportiva Engordany (2017)
Cellay decide marcharse de la Unió Esportiva Sant Julià luego de su participación en la primera fase de la Europa League 2017-18 y es una de las personas que encabeza la reestructuración de la Unió Esportiva Engordany, también de la Primera División de Andorra. Actualmente es su presidente.

### El FC Encamp (2022)
Cellay llega al club más antiguo de Andorra, el FC Encamp, y toma control como presidente. Esa misma temporada también participa como jugador del equipo durante varios partidos, sin embargo, se marcha a la UE Engordany a mitad de temporada después de dejar al FC Encamp con problemas financieros que no tenía antes de su llegada como presidente.

## Clubes
| Club                    | País      | Año         | Partidos | Goles |
| ----------------------- | --------- | ----------- | -------- | ----- |
| Huracán                 | Argentina | 1999 - 2007 | 114      | 2     |
| Estudiantes de La Plata | Argentina | 2008 - 2009 | 71       | 4     |
| Boca Juniors            | Argentina | 2010 - 2011 | 20       | 2     |
| Estudiantes de La Plata | Argentina | 2011 - 2012 | 39       | 2     |
| Boca Juniors            | Argentina | 2012 - 2013 | 11       | 0     |
| Rangers                 | Chile     | 2014        | 7        | 0     |
| Mushuc Runa SC          | Ecuador   | 2015        | 35       | 4     |
| UE Sant Julià           | Andorra   | 2017        | 8        | 0     |
| UE Engordany            | Andorra   | 2017 - 2019 | 43       | 6     |
| UE Sant Julià           | Andorra   | 2019 - 2021 | 23       | 1     |
| FC Encamp               | Andorra   | 2022 - 2023 | 10       | 0     |

## Palmarés

### Campeonatos nacionales
| Título         | Equipo       | País      | Año     |
| -------------- | ------------ | --------- | ------- |
| Copa Argentina | Boca Juniors | Argentina | 2011-12 |

### Campeonatos internacionales
| Título            | Equipo                  | Sede           | Año  |
| ----------------- | ----------------------- | -------------- | ---- |
| Copa Libertadores | Estudiantes de La Plata | Belo Horizonte | 2009 |